# Milano-Torino 1941
La Milano-Torino 1941, ventinovesima edizione della corsa, si svolse il 9 marzo 1941 su un percorso di 190 km con partenza a Milano e arrivo a Torino. Riservata a ciclisti indipendenti, fu vinta dall'italiano Pietro Chiappini, che completò il percorso in 5h20'00" precedendo in volata i connazionali Ruggero Moro e Pietro Rimoldi. Conclusero la prova 39 dei 46 ciclisti al via.

## Percorso
Organizzata dalla S.C. Paracchi di Torino, la corsa prese il via nel Gallaratese a Milano e attraversò nell'ordine Legnano, Castellanza, Gallarate, Sesto Calende, Oleggio Castello, Gattinara, Biella, Cavaglià, Rondissone e San Mauro Torinese; da lì si avviò verso il Motovelodromo torinese, sede del traguardo dopo 190 km di gara.

## Ordine d'arrivo (Top 10)
| Pos. | Corridore        | Squadra      | Tempo    |
| ---- | ---------------- | ------------ | -------- |
| 1    | Pietro Chiappini | Olympia      | 5h20'00" |
| 2    | Ruggero Moro     | Dopol. Cogne | s.t.     |
| 3    | Pietro Rimoldi   | Viscontea    | s.t.     |
| 4    | Gino Fondi       | Legnano      | s.t.     |
| 5    | Fiorenzo Magni   | Bianchi      | s.t.     |
| 6    | Primo Zuccotti   | Bianchi      | s.t.     |
| 7    | Secondo Magni    | Legnano      | s.t.     |
| 8    | Enrico Mollo     | Olympia      | s.t.     |
| 9    | Osvaldo Bailo    | Viscontea    | s.t.     |
| 10   | Giovanni Brotto  | Bianchi      | s.t.     |